# Pristimantis roseus
Pristimantis roseus es una especie de anfibio anuro de la familia Craugastoridae.

## Distribución
Esta especie es endémica de Colombia. Habita en los departamentos de Antioquia, Chocó, Risaralda y Valle del Cauca desde el nivel del mar hasta los 900 m de altitud.

## Taxonomía
Para Pristimantis roseus Melin, 1941 nec Boulenger, 1918, véase Pristimantis vilarsi Melin, 1941.

## Publicación original
- Boulenger, 1918 : Descriptions of new South-American Batrachians. Annals and Magazine of Natural History, sér. 9, vol. 2, p. 427-433[5]